# Odra Główna we Wrocławiu
Odra Główna we Wrocławiu (Odra Śródmiejska we Wrocławiu) – ramię Odry we Wrocławiu, którego początek znajduje się w Szczytnickim Węźle Wodnym, w miejscu rozdziału wód rzeki, na Odrę Główną i Starą Odrę, natomiast koniec tego ramienia rzeki znajduje się w miejscu ponownego połączenia Odry Głównej ze Starą Odrą. Odra Główna dzieli się na trzy zasadnicze odcinki: Odrę Górną, odcinek przebiegający przez Śródmiejski Węzeł Wodny (górny i dolny), obejmujący liczne ramiona i kanały, w tym dwa główne ramiona Odry Śródmiejskiej: Odrę Północną i Odrę Południową, oraz trzeci odcinek – Odrę Dolną, tj. odcinek położony za wyspą Kępa Mieszczańska, do połączenia Odry Głównej ze Starą Odrą. Jest uznawana za główny nurt rzeki przepływającej przez miasto (główne koryto rzeki). Wobec tego ramienia rzeki stosowane jest także pojęcie „Odra Śródmiejska” z racji przebiegu przez ścisłe centrum miasta i Śródmiejski Węzeł Wodny. Początek Odry Głównej to 250,10 km biegu rzeki (i początek równocześnie Przekopu Szczytnickiego), a koniec to 255,60 km Odry (i równocześnie miejsce połączenia – koniec – Odry Głównej (Śródmiejskiej) i Starej Odry). Jej długość wynosi około 6,5 km. Przez Odrę Główną przebiega śródmiejski szlak żeglugowy, który, w świetle obowiązujących w Polsce przepisów, nie jest drogą wodną.
Ten odcinek rzeki na znacznej długości ujęty jest w odpowiednio zabezpieczające brzegi koryta rzeki budowle regulacyjne: umocnione nabrzeża w postaci ścian murowanych lub nabrzeży skarpowych umocnionych brukiem, a także w postać stalowych ścianek typu Larsena. Znajdują się na tym odcinku dwa stopnie wodne: Piaskowy Stopień Wodny i Mieszczański Stopień Wodny. Tu również istnieje duża koncentracja przepraw: mostów i kładek, szczególnie w obrębie Śródmiejskiego Węzła Wodnego. Część wschodnia wykorzystywana jest dla potrzeb rekreacji i turystyki wodnej oraz w żegludze pasażerskiej (biała flota).
| km       | km     | odcinek                         | plik |
| początek | koniec | odcinek                         | plik |
| -------- | ------ | ------------------------------- | ---- |
| 250,10   | 251,30 | Odra Górna                      |      |
| 251,30   |        | Śródmiejski Węzeł Wodny – Górny |      |
|          | 254,10 | Śródmiejski Węzeł Wodny – Dolny |      |
| 254,10   | 255,60 | Odra Dolna                      |      |